# Liste der Kulturdenkmäler in Herzfeld (Eifel)
In der Liste der Kulturdenkmäler in Herzfeld sind alle Kulturdenkmäler der rheinland-pfälzischen Ortsgemeinde Herzfeld aufgeführt. Grundlage ist die Denkmalliste des Landes Rheinland-Pfalz (Stand: 27. Juni 2022).

## Einzeldenkmäler
| Bezeichnung | Lage              | Baujahr | Beschreibung | Bild |
| ----------- | ----------------- | ------- | --- | ---- |
| Wohnhaus    | Dorfstraße 4 Lage | 1830    | stattliches Wohnhaus mit Kniestock, fünfachsiger Wohnteil und zweiachsiges Backhaus mit Altenteil, spätklassizistische Motive, bezeichnet 1830 | BW   |